# Torbjörn Kevin
Torbjörn Johan Vilhelm Kevin, född 1951 i Ekenäs (tätorten Ekenäs ingår numera i Raseborgs stad), är en finlandssvensk journalist som ägnat största delen av sitt journalistiska värv åt Åbo Underrättelser, först som redaktör och fram till pensioneringen våren 2014 som chefredaktör. Han har även hunnit med korta mellanspel som redaktionssekreterare på tidningen Västra Nyland och som chefredaktör på Jakobstads Tidning. Torbjörn Kevin är en av de mest aktade och prisbelönta politiska kommentatorerna i Svenskfinland. Därutöver är han en uppskattad föredragshållare. 
Kevin var Vegas sommarpratare år 2014 och 2022. 

## Utmärkelser
Torbjörn Kevin fick motta Topeliuspriset 2001.